# Chavo Guerrero
Chavo Guerrero, Sr. (Født Salvador Guerrero Yañez den 7 januar 1949 - 11. februar 2017) var en professionel wrestler. Han er kendt for hans arbejde med American Wrestling Association (AWA) og World Wrestling Entertainment og for at være faderen til Chavo Guerrero, Jr. Han er den ældste søn af Gory Guerrero, Og den part af den kendte Guerrero Familie